# Marcel Mbayo
Marcel Kimemba Mbayo (ur. 23 kwietnia 1978 w Lubumbashi) – kongijski piłkarz grający na pozycji ofensywnego pomocnika.

## Kariera klubowa
Karierę piłkarską Mbayo rozpoczął w klubie AC Sodigraf. W 1995 roku zadebiutował w jego barwach w pierwszej lidze Demokratycznej Republiki Konga. W 1996 roku wystąpił w przegranym finale Pucharu Zdobywców Pucharów z egipskim Al-Mokawloon Al-Arab. W zespole Sodigrafu grał od 1995 do 1999 roku.
W 1999 roku Mbayo trafił do Europy i został piłkarzem belgijskiego KSC Lokeren. Na początku 2001 roku odszedł z Lokeren do tureckiego Gençlerbirliği SK. Wiosną zdobył z Gençlerbirliği Puchar Turcji, a w 2004 roku dotarłz tym klubem do 4. rundy Pucharu UEFA. W Gençlerbirliği przez 3,5 roku rozegrał 90 spotkań i strzelł 7 goli.
Latem 2004 Mbayo przeszedł do Malatyasporu. 7 sierpnia 2004 rozegrał w nim swoje pierwsze spotkanie, zremisowane 1:1 z Beşiktaşem JK. Po pół roku gry w Malatyasporze przeszedł do Sakaryasporu, w którym zadebiutował 6 lutego 2005 w meczu z Denizlisporem (1:6). Wiosną 2005 spadł z Sakaryasporem do 1. Lig, ale w 2006 roku wrócił z nim do Süper Lig.
Na początku 2007 roku Mbayo wrócił do zespołu KSC Lokeren, w którym zaczął występować wraz z rodakami, Patiyo Tambwe, Tshololą Tshinyamą i Ibrahimem Somé Salombo. W 2011 odszedł do AFC Tubize, a w 2012 został zawodnikiem SK Sint-Niklaas.
| Sezon   | Klub              | Kraj                          | Rozgrywki     | Mecze | Bramki |
| ------- | ----------------- | ----------------------------- | ------------- | ----- | ------ |
| 1995    | AC Sodigraf       | Demokratyczna Republika Konga | Linafoot      | ?     | ?      |
| 1996    | AC Sodigraf       | Demokratyczna Republika Konga | Linafoot      | ?     | ?      |
| 1997    | AC Sodigraf       | Demokratyczna Republika Konga | Linafoot      | ?     | ?      |
| 1998    | AC Sodigraf       | Demokratyczna Republika Konga | Linafoot      | ?     | ?      |
| 1999    | AC Sodigraf       | Demokratyczna Republika Konga | Linafoot      | ?     | ?      |
| 1999/00 | KSC Lokeren       | Belgia                        | Eerste Klasse | 20    | 0      |
| 2000/01 | KSC Lokeren       | Belgia                        | Eerste Klasse | 20    | 2      |
| 2000/01 | Gençlerbirliği SK | Turcja                        | Süper Lig     | 11    | 0      |
| 2001/02 | Gençlerbirliği SK | Turcja                        | Süper Lig     | 29    | 4      |
| 2002/03 | Gençlerbirliği SK | Turcja                        | Süper Lig     | 25    | 1      |
| 2003/04 | Gençlerbirliği SK | Turcja                        | Süper Lig     | 25    | 2      |
| 2004/05 | Malatyaspor       | Turcja                        | Süper Lig     | 16    | 1      |
| 2004/05 | Sakaryaspor       | Turcja                        | Süper Lig     | 15    | 1      |
| 2005/06 | Sakaryaspor       | Turcja                        | 1. Lig        | 31    | 4      |
| 2006/07 | Sakaryaspor       | Turcja                        | Süper Lig     | 15    | 2      |
| 2006/07 | KSC Lokeren       | Belgia                        | Eerste Klasse | 15    | 3      |
| 2007/08 | KSC Lokeren       | Belgia                        | Eerste Klasse | 30    | 4      |
| 2008/09 | KSC Lokeren       | Belgia                        | Eerste Klasse | 27    | 1      |
| 2009/10 | KSC Lokeren       | Belgia                        | Eerste Klasse | 27    | 2      |
| 2010/11 | KSC Lokeren       | Belgia                        | Eerste Klasse | 18    | 0      |
| 2011/12 | AFC Tubize        | Belgia                        | Tweede Klasse | 21    | 0      |
| 2012/13 | SK Sint-Niklaas   | Belgia                        | Tweede Klasse | 25    | 8      |
| 2013/14 | SK Sint-Niklaas   | Belgia                        | Derde Klasse  | ?     | ?      |
| 2014/15 | SK Sint-Niklaas   | Belgia                        | Promotion A   | ?     | ?      |
| 2015/16 | SK Sint-Niklaas   | Belgia                        | Derde Klasse  |       |        |

## Kariera reprezentacyjna
W reprezentacji Demokratycznej Republiki Konga Mbayo zadebiutował w 1997 roku. W 1998 roku po raz pierwszy wystąpił w Pucharze Narodów Afryki i zajął 3. miejsce. Na tym turnieju rozegrał 6 spotkań: z Togo (2:1), z Tunezją (1:2), z Ghaną (1:0), ćwierćfinale z Kamerunem (1:0), półfinale z Republiką Południowej Afryki (1:2) i w meczu o 3. miejsce z Burkina Faso (2:0).
W 2002 roku Mbayo wystąpił w 3 meczach Pucharu Narodów Afryki 2002: z Kamerunem (0:1), z Togo (0:0) i z Senegalem (0:2). W 2004 roku w Pucharze Narodów Afryki w Tunezji także zagrał trzykrotnie, w meczach z: Gwineą (1:2), Tunezją (0:3) i Rwandą (0:1). Natomiast w 2006 roku rozegrał 4 spotkania w Pucharze Narodów Afryki 2006: z Togo (2:0), z Angolą (0:0), z Kamerunem (0:2) i ćwierćfinale z Egiptem (1:4).